# 加耶大学校
加耶大学校（カヤだいがっこう、英称: Kaya University）は、慶尚南道金海市に本部を置く大韓民国の私立大学である。1993年に設置された。

## 著名な教員
- 崔基鎬

## 日本の協定大学
- 名城大学
- 大阪青山大学
- 大阪青山短期大学